# Acid1
Acid1（アシッドワン）とはWebブラウザのテストページである。公開当初はBox Acid Testと呼ばれていた。1998年10月に開発され、当時のブラウザのCSS 1.0に対する対応状況のテストを行っていた。強酸を滴下して鉱石に金が含まれているかどうかを調べる酸性試験(Acid test)という実験のように、Web標準への対応状況を分かりやすく視覚的に示すため作成された。

## 歴史
Acid1は見本として提示している画像と比較してどれだけ正常に描画できているかをテストするページである。当時Webブラウザの互換性を厳格にテストする手段がないことを憂いたトッド・ファーナーによって開発された。
ファーナーはブレンダン・マクダニエルによるレンダリングテストを見て、1999年に結果を視覚的に示すことが出来る包括的なテストを作成した。このテストはCSS1 test suiteにも盛り込まれている。Acid1で使用されるテキストにはT・S・エリオットの詩「The Hollow Men」が用いられている。
また、Acid1はイースターエッグでも利用されている。Internet Explorer 5 for Macでアドレスバーに「about:tasman」と入力すると、Acid1のテキストを開発者の名前に置き換えたページが表示される。
現在主要ブラウザは全てAcid1に合格しており、その役割はAcid2やAcid3へと受け継がれている。